# 376

376(삼백칠십육)은 375보다 크고 377보다 작은 자연수다.

## 수학
- 합성수로, 그 약수는 1, 2, 4, 8, 47, 94, 188, 376이다. 진약수의 합은 344이므로, 376은 부족수다.
- 16번째 오각수다. 앞의 오각수는 330, 다음은 425다.
- {\displaystyle 93^{2}-1}은 376으로 나누어떨어진다.

## 과학
- NGC 376(영어판): 큰부리새자리 방향에 있는 산개성단.

## 교통
- 일본 376번 국도(일본어판): 야마구치현 야마구치시에서 이와쿠니시까지 이어지는 일본의 국도.
- 현도 제376호선

## 군사
- U-376(영어판, 독일어판): 제2차 세계 대전에 사용된 나치 독일의 군용 잠수함.

## 문화유산
- 대한민국의 보물 제376호: 함양 교산리 석조여래좌상
- 대한민국의 사적 제376호: 속초 조양동 유적

## 기타
- 연도: 376년, 기원전 376년